# Scott Storch
Scott Spencer Storch (Long Island, 16 december 1973) is een Amerikaans schrijver en producer van veel R&B- en hiphop-liedjes. Hij is van Joodse afkomst.
Storch heeft voor veel bekende artiesten hits geschreven. Hij begon in 1991 als keyboardspeler voor de hiphopgroep The Roots. Hij heeft onder andere samengewerkt met: Dr. Dre ("Still D.R.E."), Christina Aguilera ("Fighter" en "Can't Hold Us Down"), Justin Timberlake ("Cry Me A River"), 50 Cent ("Candy Shop", "Just A Lil Bit" en "Get Up"), Mario ("Let Me Love You"), Beyoncé ("Baby Boy" met Sean Paul, "Me Myself & I", "Naughty Girl"), Ricky Martin ("I Don't Care" samen met Amerie en Fat Joe), Chris Brown ("Run It" en "Gimme That"), Eve ("Let Me Blow Ya Mind"), Kelly Rowland ("Work") en Fat Joe ("Lean Back" met Terror Squad, "Get It Poppin'" en "Make It Rain"). Volgens de New York Times zou Storch per geproduceerd liedje zo'n 80.000 à 90.000 dollar verdienen.

## Hitnoteringen
De volgende door Scott Storch geproduceerde singles bereikten de Nederlandse Top 40 of de Belgische Ultratop 50.
| Jaar | Nummer                | Artiest                           | Top 40 | Ultratop 50 | Opmerkingen                              |
| ---- | --------------------- | --------------------------------- | ------ | ----------- | ---------------------------------------- |
| 1999 | "Still D.R.E."        | Dr. Dre ft. Snoop Dogg            | 19     | —           | Geproduceerd samen met Dr. Dre           |
| 2001 | "Let Me Blow Ya Mind" | Eve ft. Gwen Stefani              | 2      | 1           | Geproduceerd samen met Dr. Dre           |
| 2001 | "X"                   | Xzibit ft. Snoop Dogg             | 18     | 37          | Geproduceerd samen met Dr. Dre & Mel-Man |
| 2002 | "Cry Me A River"      | Justin Timberlake                 | 7      | 7           | Geproduceerd samen met Timbaland         |
| 2003 | "Family Portrait"     | Pink                              | 5      | 9           |                                          |
| 2003 | "Work It"             | Nelly ft. Justin Timberlake       | 17     | 26          |                                          |
| 2003 | "Fighter"             | Christina Aguilera                | 5      | 11          |                                          |
| 2003 | "Can't Hold Us Down"  | Christina Aguilera                | 10     | 7           |                                          |
| 2003 | "Me, Myself & I"      | Beyoncé                           | 14     | 49          |                                          |
| 2003 | "Baby Boy"            | Beyoncé ft. Sean Paul             | 8      | 11          |                                          |
| 2003 | "Poppin' Them Thangs" | G-Unit                            | 17     | —           | Geproduceerd samen met Dr. Dre           |
| 2004 | "Naughty Girl"        | Beyoncé                           | 10     | 14          |                                          |
| 2004 | "Lean Back"           | Terror Squad                      | 10     | 40          |                                          |
| 2004 | "Let Me Love You"     | Mario                             | 1      | 3           |                                          |
| 2005 | "Candy Shop"          | 50 Cent ft. Olivia                | 4      | 1           |                                          |
| 2005 | "Just A Lil Bit"      | 50 Cent                           | 21     | 9           |                                          |
| 2005 | "Run It!"             | Chris Brown ft. Juelz Santana     | 11     | 23          |                                          |
| 2005 | "I Don't Care"        | Ricky Martin ft. Fat Joe & Amerie | 25     | 37          |                                          |
| 2008 | "Work"                | Kelly Rowland                     | 18     | —           |                                          |
| 2009 | "Get Up"              | 50 Cent                           | 18     | —           |                                          |

## Overzicht van tracks geproduceerd door Storch.

### 1993
The Roots — Organix
- 1. The Roots Is Comin' (keyboards by Scott Storch)
- 3. The Anti-Circle (keyboards by Scott Storch)
- 4. Writers Block (keyboards by Scott Storch)
- 5. Good Music! (Preclude) (keyboards by Scott Storch)
- 7. Grits (keyboards by Scott Storch)
- 8. Leonard I-V (keyboards by Scott Storch)
- 9. I'm Out Deah (keyboards by Scott Storch)
- 10. Essawhamah? (Live At Soulshack) (keyboards by Scott Storch)
- 11. There's A Riot Going On (Part II) (keyboards by Scott Storch)
- 12. Popcorn Revisited (keyboards by Scott Storch)
- 13. Peace (keyboards by Scott Storch)
- 15. The Session (The Longest Posse Cut In History) (keyboards by Scott Storch)
- 16. Syreeta's Having My Baby (keyboards by Scott Storch)
- 17. Carryin' On (keyboards by Scott Storch)

### 1994
Boogiemonsters — Riders Of The Storm: The Underwater Album
- 3. Boogie (keyboards door Scott Storch)
- 11. Salt Water Taffy (Slo Jam) (keyboards door Scott Storch)

### 1996
The Roots — Illadelph Halflife
- 18. One Shine (keyboards door Scott Storch)

### 1999
Dr. Dre — 2001
- 2. The Watcher (keyboards door Scott Storch)
- 3. Fuck You (keyboards door Scott Storch)
- 4. Still D.R.E. (keyboards door Scott Storch)
- 5. Big Egos (keyboards door Scott Storch)
- 12. Let's Get High (keyboards door Scott Storch)
- 13. Bitch Niggas (keyboards door Scott Storch)
- 15. Murder Ink (keyboards door Scott Storch)

Engelbert Humperdinck — Release Me
- 3. Release Me (Scott Storch Megamix)
- 5. Misty Blue (techno mix)

Bob Marley — Chant Down Babylon
- 12. Burnin' And Lootin' (keyboards door Scott Storch)

The Roots — The Roots Come Alive
- 4. Proceed (keyboards by Scott Storch)

Soundtrack — The Best Man: Music From The Motion Picture
- 1. The Roots — What You Want (keyboards door Scott Storch)

### 2000
Busta Rhymes — Anarchy
- 5. Bladow!!

Dice Raw — Reclaiming The Dead
- 10. If U Want It
- 11. Forget What They Say

Jazzyfatnastees — Once And Future
- 1. The Wound
- 2. How Sad
- 3. Breakthrough
- 4. Unconventional Ways
- 5. Hear Me
- 6. Lett It Go

Snoop Dogg — The Last Meal
- 13. Brake Fluid (Biitch Pump Yo Brakes)
- 14. Ready 2 Ryde
- 19. Y'all Gone Miss Me (ft. Kokane)

Xzibit — Restless
- 5. X (ft. Snoop Dogg) (keyboards door Scott Storch)

### 2001
Bubba Sparxxx — Dark Days Bright Nights
- 4. Bubba Talk (keyboards door Scott Storch)
- 5. Lovely (keyboards door Scott Storch)
- 8. Get Right (keyboards door Scott Storch)
- 15. Bubba Sparxxx (Clavinet door Scott Storch)

Busta Rhymes — Genesis
- 8. Truck Volume (mede geproduceerd door Scott Storch)
- 10. Break Ya Neck (mede geproduceerd door Mike Elizondo & Scott Storch)

D12 — Devil's Night
- 6. Ain't Nuttin' But Music (keyboards door Scott Storch)
- 18. Revelation (keyboards door Scott Storch)

Eve — Scorpion
- 4. Let Me Blow Ya Mind (mede geproduceerd door Scott Storch)
- 10. That's What It Is (keyboards by Scott Storch)

Mack 10 — Bang Or Ball
- 2. Hate In Yo Eyes (keyboards by Scott Storch)

Method Man en Redman — How High
- 7. Let's Do It

Mobb Deep — Infamy
- 10. Live Foul
- 16. There I Go Again

Mystikal — Tarantula
- 2. Tarantula
- 9. Alright

Jaguar Wright — Denials Delusions and Decisions
- 1. The What If's
- 6. Ain't Nobody Playin'
- 9. 2 Too Many

### 2002
Christina Aguilera — Stripped
- 2. Can't Hold Us Down (ft. Lil' Kim)
- 3. Walk Away
- 4. Fighter — #20
- 5. Primer Amor Interlude
- 6. Infatuation
- 7. Loves Embrace Interlude
- 8. Loving Me 4 Me
- 10. Underappreciated
- 20. Keep On Singing My Song

Cheeky Girls — We Are The Cheeky Girls
- 1. The Cheeky Song (Touch My Bum)

Ms. Jade — Girl Interrupted
- 3. She's A Gangsta (keyboards door Scott Storch)
- 13. Feel The Girl (keyboards door Scott Storch)

ONYX — Bacdafucup, Pt. II
- 12. Wet the Club

Pink — M!ssundaztood
- 8. Family Portrait

The Roots — Phrenology
- 12. Pussy Galore

Slum Village — Trinity
- 20. Get Live

Justin Timberlake — Justified ( drums door mehrad producties/Scott Storch )
- 5. Cry me A River (keyboards door Scott Storch)
- 10. (And She Said) Take Me Now (mede geproduceerd door Scott Storch)

Truth Hurts — Truthfully Speaking
- 12. Real (keyboards by Scott Storch)

WC — Ghetto Heisman
- 3. The Streets

### 2003
Angie Martinez — Animal House
- 2. A New Day

Beyoncé — Dangerously In Love
- 2. Naughty Girl
- 3. Baby Boy (ft. Sean Paul)
- 6. Me, Myself And I

Dream — Reality (Unreleased Album)
- 4. Crazy (ft. Loon) (mede geproduceerd door Scott Storch)

Nick Lachey
- 1 Shut Up (keyboards door Scott Storch)

Ginuwine — The Senior
- 11. Sex
- 12. Bedda Man

G-Unit — Beg For Mercy
- Poppin' Them Thangs (mede geproduceerd door Scott Storch)
- G'd Up (keyboards door Scott Storch)

Ja Rule — Blood In My Eye
- 3. Clap Back

Lil' Kim — La Bella Mafia
- 10. (When Kim Say) Can You Hear Me Now ft. Missy Elliott
- 11. Thug Luv (featuring Twista)

Loon — Loon
- 17. U Don't Know

Memphis Bleek — M.A.D.E.
- 5. We Ballin'
- 11. Murda Murda (ft. Jay-Z & Beanie Sigel)

Nelly — Da Derrty Versions: The Reinvention
- 13. Work It [Remix] (ft. Justin Timberlake)

Sarai — The Original
- 2. I Know
- 9. You Could Never
- 10. L.I.F.E.
- 13. Black and White

Sticky Fingaz — Decade
- 4. Can't Call It
- 12. Do Da Damn Thing

50 Cent - The New Breed
- 00. In Da Hood (ft. Brooklyn) (keyboards door Scott Storch)

### 2004
2Pac — Loyal To The Game
- 14. Po' Nigga Blues (Scott Storch Remix)

Destiny's Child — Destiny Fulfilled
- 15. 2 Step (International Bonus Track)

Fabolous — Real Talk
- 15. Round and Round
- 17. Ghetto

Jadakiss — Kiss Of Death
- 5. Time's Up
- 7. U Make Me Wanna (ft. Mariah Carey)

Janet Jackson — Damita Jo
- 9. Island Life

Mario Barrett — Turning Point
- 2. Let Me Love You
- 7. Call The Cops
- 13. Let Me Love You (Scott Storch Remix) (ft. T.I. & Jadakiss)

The Roots — The Tipping Point
- 3. Don't Say Nuthing
- 9. Duck Down!

Raven Symone - This is My Time
- 2. Backflip

Terror Squad — True Story
- 4. Lean Back

Trick Daddy — Thug Matrimony
- 14. I Cry

Young Gunz — Tough Luv
- 6. Never Take Me Alive

### 2005
50 Cent — The Massacre
- 7. Candy Shop (ft. Olivia)
- 14. Just A Lil Bit
- 18. Build You Up (ft. Jamie Foxx)

Benzino — Arch Nemesis
- 4. Bottles And Up (Thug Da Club)

Chris Brown — Chris Brown
- 2. Run It (featuring Juelz Santana)
- 5. Gimme That featuring Lil' Wayne

Mariah Carey — The Emancipation Of Mimi
- 1. It's Like That (Remix ft. Fat Joe)
- Chamillionaire — The Sound Of Revenge
- 3. Turn It Up (featuring Lil' Flip) — #41

Corey Clark — Corey Clark
- 3. Out Of Control
- 6. Yes I Can

Daddy K ft. Fatman Scoop
- 1. Appelle moi Daddy

Fat Joe — All Or Nothing
- 8. Get It Poppin' (ft. Nelly)

Floetry — Flo'Ology
- 2. Supastar
- 4. My Apology

The Game — The Documentary
- 2. Westside Story (ft. 50 Cent) (mede geproduceerd door Scott Storch)
- 10. Start From Scratch (ft. Marsha Ambrosius) (mede geproduceerd door Scott Storch)

Marcos Hernandez — C About Me
- 1. Get Personal

Heather Hunter — Double H: The Unexpected
- 5. Don't Stopliebyoew ri;oge

DJ Kay Slay — Mixtape Maniac
- 27. Hoes Ain't Shit (ft. Lil' Jon & Scott Storch)

Kieran — Breathe
- 2. Let's Get Away

Knoc-Turnal — Way I Am
- 4. Way I Am

Lil' Kim — The Naked Truth
- 3. Lighters Up

Ricky Martin — Life
- 2. I Don't Care (ft. Amerie & Fat Joe)
- 9. This Is Good

Jason Mraz — Mr. a-Z
- 3. Geek In The Pink

Missy Elliott — The Cookbook
- 6. Meltdown

Na'sha — My Story
- 1. Get To Go Home
- 4. Baby Luv

Notorious B.I.G. — Duets: The Final Chapter
- 16. Ultimate Rush (ft. Missy Elliott)

R. Kelly — TP.3 Reloaded
- 1. Playa's Only (ft. The Game)

Ruff Ryders — Ruff Ryders Vol. 4: The Redemption
- 10. Get Wild (ft. DMX, Jadakiss, Kartoon and Flashy)

Shaggy — Clothes Drop
- 14. Don't Ask Her That (ft. Nicole Scherzinger)

Trey Songz — I Gotta Make It
- 06. All The Ifs

T.I. — Urban Legend
- 10. Get Ya Shit Together (ft. Lil' Kim)
- 15. Chillin With My Bitch

Toni Braxton — Libra
- 1. Please

Vivian Green — Vivian
- 1. I Wish We Could Go Back
- 2. Mad

YoungBloodZ — Ev'rybody Know Me
- 2. Chop Chop

### 2006
DMX - Year Of The Dog... Again
- 9. Give 'Em What They Want
- 15. Lord Give Me A Sign

Ice Cube — Laugh Now, Cry Later
- 2. Why We Thugs
- 17. Steal The Show

Jaheim - "Ghetto Classics"(2006)
- 4. Forgetful

Juvenile — Reality Check
- 4. Sets Go Up (ft. Wacko)
- 19. Say It To Me Now (ft. Kango of Partners-N-Crime)

Hawk
- 00. Wild Out
- 00. Relax (Feat. Ne-Yo)
- 00. Heavy Weights
- 00. Lets Go
- 00. Hoes Ain't Shit feat. Lil' Jon

Paris Hilton — Paris
- 1. Turn It Up
- 2. Fighting Over Me (ft. Fat Joe & Jadakiss)
- 5. Jealousy
- 6. Heartbeat
- 10. Turn You On

Brooke Hogan - Undiscovered
- 1. About Us (ft. Paul Wall)

LeToya — LeToya
- 12. I'm Good

LL Cool J— Todd Smith
- 9. Ooh Wee (featuring Ginuwine)

MC Hammer - Look Look Look
- 4. HammerTime (ft. Nox)

Jae Millz - Back To The Future
- 00. My Swag

Silena Murrell
- 1. Bring It Home
- 2. I Like My Man Hard

Remy Ma — There's Something About Remy
- 7. Conceited (There's Something About Remy)

Nox
- 00. This What It Sound Like (ft. Redman)
- 00. In da streetz (ft. Proof)
- 00. You Ain't Never (ft. Rick Ross & Stack$)
- 00. Naughty Girl (ft. Ne-Yo)

Jessica Simpson — A Public Affair
- 12. Fired Up

Urban Mystic — Ghetto Revelations II
- 04. Can You Handle This (feat. Pitbull)
- 05. Bounce With Me (feat. Stacks)
- 06. I Refuse
- 07. Your Portrait

Danity Kane — Danity Kane
- 15. Sleep On It (Bonus Track)

Yo Gotti — Back 2 Da Basics
- 09. That's What They Made It Foe' (featuring Pooh Bear)

Daz Dillinger— So So Gangsta
- 00. Git Drunk

Kelis — Kelis Was Here
- 8. Trilogy

Lil Flip — I Need Mine
- 5. Ghetto Mindstate (ft. Lyfe Jennings)
- 9. Tell Me (Ft Collie Buddz)

JoJo — The High Road
- 00. This Time

Method Man — 4:21...The Day After
- 2. Is It Me

Stat Quo — Statlanta
- 00. Rock Da Party

216
- 00. Hey Hey
- 00. Like This Boi
- 00. Side of Ya Neck feat. Madam Bella
- 00. Yeah

Beenie Man — Undisputed
- 6. Jamaican Ting

The Game — Doctor's Advocate
- 00. Let's Ride

Jurassic 5 — Feedback
- 03. Brown Girl

Johnta Austin — Ocean Drive
- 00. Dope Fiend
- 00. Up In My Roomm

N.O.R.E. — 1 Fan A Day
- 00. Do Somethin'

- Bibsys: 5020478
- Gemeinsame Normdatei: 135411831
- International Standard Name Identifier: 0000 0000 4011 6906
- Library of Congress Control Number: n2007004758
- MusicBrainz: 33a0dc46-c4e4-416f-9054-bbc278575300
- Virtual International Authority File: 14213594
- WorldCat: E39PBJdCvtQDXQMjMyJc4xPG73